# Барбарикум

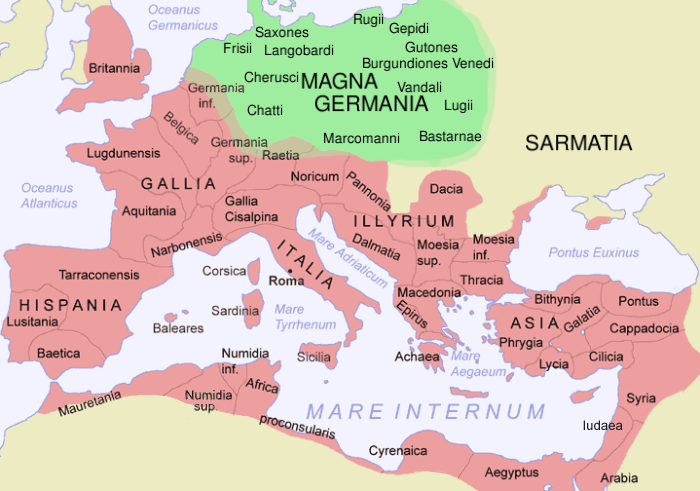
Римські провінції з прилеглою Великою Германією

Барбарикум (Barbaricum) – географічний збірний термін використовується в історичних та археологічних колах для позначення території, що межує з Римською імперією (заселеною, згідно з римськими уявленнями, лише «варварами») за Лімесом у Північній, Центральній та Південно-Східній Європі. У пізній античності це був латинський термін на позначення племінних територій за Рейном і Дунаєм, не зайнятих римлянами (але не для Персії): його використовував Амміан Марцеллін, як і Євтропій. Найдавніші написи датуються початком 3 століття.
У дослідженнях терміни Germania (що означає Germania Magna) і Barbaricum іноді використовуються як синоніми, але терміни не є повністю ідентичними ані за своїм часовим, ані за своїм просторовим значенням. Неримська територія, відома як Барбарикум, не була населена винятково германськими народами з початку великого переселення народів, хоча саме вони становили більшість населення до пізньої античності. У добу переселення народів алани та гуни також просунулися в цю територію, і нарешті (з 6 століття) слов'янські племена, які оселилися в районі на схід від Альбісу (Ельби), який був значною мірою покинутий германськими племенами.
Особливої уваги заслуговують різноманітні культурні, соціальні та економічні контакти між (германським) Барбарикумом та Імперією з раннього імперського періоду. Археологічно численні римські імпорти можна підтвердити знахідками в Барбарикумі. Формування великих германських племінних об'єднань (алеманів і франків) з часів імперської кризи III століття і пізніше, ймовірно, відбулося під впливом контактів з римським світом. Подібним чином «варвари», безперечно, могли зробити кар'єру в римській армії і, починаючи з IV століття, піднятися по кар'єрній службі до рангу воєначальників (magistri militum).